# Sphaerina linearis
Sphaerina linearis är en tvåvingeart som först beskrevs av Townsend 1915.  Sphaerina linearis ingår i släktet Sphaerina och familjen parasitflugor.
Artens utbredningsområde är Puerto Rico. Inga underarter finns listade i Catalogue of Life.